# Церква Сан-Ніколо да Толентіно
Церква Сан-Ніколо-да-Толентіно (італ. Chiesa di San Nicola da Tolentino) — церква у Венеції, у районі Санта-Кроче, неподалік від П'яццале-Рома. Присвячена Миколі Толентинському. 
Спроєктована і побудована під наглядом архітектора
Вінченцо Скамоцці в 1591—1602 роках. Пронаос і коринфські колони встановлені за проєктом Андреа Тіралі в 1706-1714 роках. У 1849 році через обстріл австрійською артилерією споруді було завдано великої шкоди: гарматне ядро пробило купол і впало неподалік від головного вівтаря. На згадку про цей епізод ядро вмуровано у фасад будівлі. 

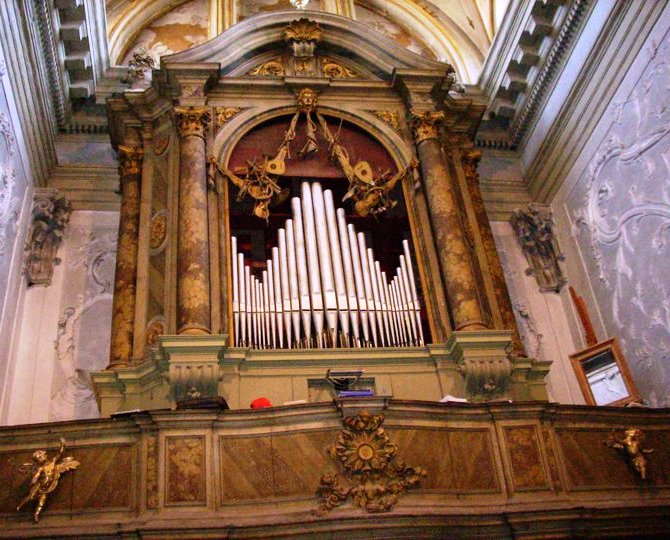
Церковний орган

Церква є офіційним майданчиком оркестру «Orchestra Mosaico Barocco» і квартету «Cuarteto Major».